# Reigny
 Reigny  ist eine französische Gemeinde mit 228 Einwohnern (Stand 1. Januar 2022) im Département Cher in der Region Centre-Val de Loire. Sie gehört zum Kanton Châteaumeillant im Arrondissement Saint-Amand-Montrond.
Die Gemeinde liegt etwa 20 Kilometer südöstlich von Angers am Fluss Arnon, an der westlichen Gemeindegrenze verläuft der Cheminon, der hier noch Les Gouttes und etwas weiter nördlich Ruisseau de Chavroche genannt wird.
Reigny ist ein Weinbauort, dessen Weine unter den Appellationen Châteaumeillant oder Anjou-Villages Brissac vermarktet werden können.

## Bevölkerungsentwicklung
| Jahr                       | 1962 | 1968 | 1975 | 1982 | 1990 | 1999 | 2009 | 2016 |
| Einwohner                  | 465  | 443  | 400  | 317  | 276  | 266  | 257  | 264  |
| Quellen: Cassini und INSEE |      |      |      |      |      |      |      |      |